# Batalionul Internațional de Eliberare
Batalionul Internațional de Eliberare (în turcă Enternasyonalist Özgürlük Taburu, în kurdă Tabûra Azadî ya Înternasyonal, în arabă تابور الحرية العالمي, abreviat BIE, în engleză IFB, în turcă EÖT) este o grupare armată de stânga, alcătuită din voluntari străini, care luptă de partea Unităților de Apărare a Poporului (YPG) în Războiul Civil Sirian, în sprijinul Revoluției din Rojava și împotriva Statului Islamic. Înființarea Batalionului Internațional de Eliberare a fost anunțată pe 10 iunie 2015, în Serê Kaniyê (Ras al-Ayn). Gruparea se inspiră din Brigăzile Internaționale care au luptat în Războiul Civil Spaniol. Ideologiile la care aderă militanții grupării includ marxism–leninismul, hodjaismul, maoismul și anarhismul.

## Principalele facțiuni
Batalionul Internațional de Eliberare este alcătuit din luptători ai unor grupări armate de extremă stânga (precum și din indivizi neafiliați) care, înainte de crearea Batalionului, au luptat în general în cadrul YPG. Cele mai importante facțiuni din cadrul BIE sunt:

### Marksist-Leninist Komünist Partisi
Partidul Comunist Marxist–Leninist (în turcă Marksist-Leninist Komünist Partisi, abreviat MLKP) este un partid comunist de orientare hodjaistă care acționează în ilegalitate în Turcia. S-a raportat că MLKP a trimis voluntari în Siria care luptă alături de Unitățile de Apărare a Poporului (YPG) din Kurdistanul sirian încă din 2012. Militanții MLKP s-au alăturat și formațiunilor PKK din nordul Irakului care au acționat pentru apărarea minorității yazidite din Sinjar, în decembrie 2014. În aprilie 2015 s-a anunțat că MLKP a înființat un centru permanent de pregătire militară în zonele controlate de PKK din Kurdistanul irakian. În martie 2015, o tânără germană de 19 ani, Ivana Hoffmann, ucisă în luptele contra Statului Islamic din timpul bătăliei de la Tell Tamer, a devenit al treilea voluntar străin, precum și prima luptătoare străină ucisă în timp ce acționa alături de YPG. Organizația feminină a MLKP, Komünist Kadın Örgütü, este implicată și ea în campania militară. MLKP a avut o implicare majoră în crearea Batalionului Internațional de Eliberare.

### Sosyal İsyan
Insurecția Socială (în turcă Sosyal İsyan) a fost fondată în 2013, în Tuzluçayır, Turcia, de către un grup de eco-anarhiști.

### TKP/ML TİKKO
Armata de Eliberare a Muncitorilor și Țăranilor din Turcia (turcă Türkiye İşci ve Köylü Kurtuluş Ordusu, abreviat TİKKO) este aripa armată a Partidului Comunist Turc/Marxist–Leninist (în turcă Türkiye Komünist Partisi/Marksist-Leninist, abreviat TKP/ML), o organizație insurgentă maoistă din Turcia. Pe 25 martie 2016, cartierul general al TKP/ML TİKKO din Serêkaniyê a fost ținta unui atentat cu motocicletă capcană care a rănit doi membri și a avariat barăcile grupării. Doi suspecți au fost reținuți de Asayîş.

### Birleșik Özgürlük Güçleri
Forțele Unite de Eliberare (în turcă Birleşik Özgürlük Güçleri, abreviat BÖG), inspirate din Brigăzile Internaționale care au luptat în Războiul Civil Spaniol, au fost fondate în decembrie 2014, în orașul Kobanê, ca o organizație a voluntarilor internaționali de stânga cu convingeri revoluționar-socialiste și anarhiste. Totuși, grupări predominante precum MLKP nu s-au alăturat Forțelor Unite de Eliberare, însă BÖG și aceste grupări au participat ulterior la înființarea Batalionului Internațional de Eliberare. BÖG deține și o ramură feminină, intitulată „Forțele Feminine de Eliberare” (în turcă Kadın Özgürlük Gücü). BÖG este considerat unul din cele mai mari grupuri din cadrul Batalionului Internațional de Eliberare și este, la rândul lui, compus din mai multe facțiuni.

### Reconstrucción Comunista
Reconstrucția Comunistă (în spaniolă Reconstrucción Comunista, abreviat RC) este o grupare marxist–leninistă din Spania. Pentru identificare, gruparea folosește o variantă a drapelului celei de-a Doua Republici Spaniole. Reconstrucția Comunistă are puternice legături cu MLKP, iar membrii săi luptă ca parte a formațiunilor MLKP. Gruparea a luat parte inclusiv la acțiunile MLKP din Sinjar. Doi membri ai organizației au fost arestați de poliție la întoarcerea lor în Spania și au fost acuzați de participare fără autorizare guvernamentală la un conflict armat în afara Spaniei, precum și de periclitarea intereselor naționale și de apartenență la grupări considerate organizații teroriste. În ianuarie 2016, opt cetățeni spanioli și unul turc au fost arestați în Spania. Ministrul spaniol de Interne a subliniat într-o declarație că „persoanele reținute, în colaborare cu alți indivizi cu rezidența în diferite țări europene, asigurau pentru diverși refugiați infrastructura necesară călătoriei peste graniță și integrării ulterioare în rândurile Unităților de Apărare a Poporului (YPG) sau unora din aripile armate ale organizației” și că majoritatea celor arestați aparțin grupării „Reconstrucția Comunistă”.

### Türkiye Komünist Emek Partisi/Leninist
Partidul Comunist al Muncii din Turcia/Leninist (în turcă Türkiye Komünist Emek Partisi/Leninist, abreviat TKEP/L) este un partid marxist-leninist din Turcia aflat în ilegalitate. Gruparea și-a stabilit cartierul general în Rojava.

### Uniunea Revoluționară pentru Solidaritate Internaționalistă
Uniunea Revoluționară pentru Solidaritate Internaționalistă (în greacă Επαναστατικός Σύνδεσμος Διεθνιστικής Αλληλεγγύης, abreviat ΕΣΔΑ) este o grupare anarho-comunistă din Grecia. Gruparea luptă în Siria începând din anul 2015.
Știrile despre sosirea grupului au alarmat oficialii greci responsabili cu securitatea și informațiile, pe motivul că „militanții vor fi antrenați în tactici de gherilă, iar apoi vor putea aplica în țara lor tot ce au învățat”.

### Brigada Bob Crow

Drapelul Brigăzii Bob Crow

Brigada Bob Crow (abreviat BCB) este o grupare alcătuită din voluntari din Regatul Unit și Irlanda, denumită după Bob Crow, un lider de sindicat englez, autocaracterizat „comunist/socialist”, care a murit în martie 2014, în urma unui infarct. Gruparea și-a exprimat solidaritatea cu greviștii britanici din sectorul feroviar. Steve Hedley, secretarul general adjunct al sindicatului feroviar RMT, a declarat: „Bob ar fi fost onorat că tineri din Marea Britanie luptă în numele său împotriva forțelor răului. Un mare admirator al brigăzilor internaționale care au luptat în Spania, Crow ar fi făcut, bineînțeles, paralele cu noile brigăzi internaționale care se opun clericalismului fascist și îi apără pe muncitorii yazidiți, musulmani și creștini de sclavie și persecuție”.
Gruparea l-a criticat pe Owen Smith, șeful de campanie din 2016 al Partidului Laburist, pentru propunerea de a se negocia cu Statul Islamic. După ce Turcia și grupările rebele aliate ei a invadat nordul Siriei și a atacat Forțele Democratice Siriene, oficialii turci au declarat că vor trata grupul britanic și pe alți voluntari străini care luptau alături de YPG drept teroriști. Pe 2 septembrie, Brigada Bob Crow s-a relocat de pe frontul din Raqqa în Manbij și a declarat: „Când am venit să apărăm revoluția ne-am referit la toți inamicii ei, mari sau mici”. Pe 7 septembrie 2016, Brigada Bob Crow a trimis un mesaj de solidaritate femeilor irlandeze care militau pentru abrogarea, la aniversarea a 33 de ani de la aprobarea lui prin referendum, a celui de-al optulea amendament, precum și șoferilor de autobuz greviști din ziua următoare.

### Brigada Henri Krasucki

Drapelul Brigăzii Henri Krasucki

Brigada Henri Krasucki (în franceză Brigade Henri Krasucki) este o grupare de stânga din Franța. Inspirată de Brigada Bob Crow, echivalenta ei de limbă engleză, organizația s-a autodenumit după sindicalistul francez Henri Krasucki. Gruparea și-a exprimat solidaritatea cu sindicatul CGT și cu personalul Air France în timpul unui proces generat de un incident din 5 octombrie 2015, având drept motiv o dispută privitoare la planurile gigantului aviației de a concedia 2.900 de angajați.

### Forțele Populare Internaționale Revoluționare de Gherilă

The flag of the IRPGF

Forțele Populare Internaționale Revoluționare de Gherilă (abreviat IRPGF) sunt un colectiv militant, armat și auto-organizat de luptători anarhiști din diverse țări ale lumii. Formarea IRPGF a fost anunțată pe 31 martie 2017, printr-un video și un text transmise câtorva organizații media și site-uri web revoluționare. În declarația de formare, gruparea afirmă că luptă pentru apărarea revoluției sociale din Rojava și răspândirea anarhismului.
Gruparea este membră a Batalionului Internațional de Eliberare și parte a echipei de conducere a BIE din aprilie 2017. Anunțul în acest sens a fost postat de BIE pe pagina lor de Facebook, pe 17 mai 2017. Înființarea grupării și campania de solidaritate cu kurzii din Rojava au stârnit atât interes, cât și critici la nivel internațional. Pe 24 iulie, grupul a înființat o unitate LGBT, abreviată TQILA.

### Armata Insurecțională de Eliberare Queer

Drapelul TQILA

Armata Insurecțională de Eliberare Queer (abreviat TQILA) este o unitate a BIE înființată pe 24 iulie 2017 de membri ai IRPGF din Raqqa.
Grupul a publicat o declarație în care explica motivele înființării sale, unul dintre cele mai importante fiind nevoia unui răspuns la persecutarea homosexualilor și bisexualilor de către Statul Islamic. Odată cu anunțul înființării, gruparea a postat o imagine în care luptători ai TQILA pozează alături de un afiș inscripționat în engleză „These faggots kill fascists” (în română Acești poponari ucid fasciști) și două steaguri, cel aparținând grupării nou-înființate și steagul LGBT, imagine devenită rapid virală și preluată de mai multe organizații media occidentale care, surprinse de insolita grupare care luptă împotriva Statului Islamic, au relatat pe larg pe marginea fondării ei.
TQILA este parte a Forțelor Populare Internaționale Revoluționare de Gherilă și Batalionului Internațional de Eliberare.

## Structura
- Forțele Unite de Eliberare
  -  Forțele Feminine de Eliberare
  -  Partidul Revoluționar Comunard
  -  MLSPB-DC
    -  Betül Altindal Taburu
    -  Serpil Polat Taburu

  -  Insurecția Socială
  -  Devrimci Cephe
  -  Devrimci Karargâh
  -  Partidul Revoluționar Turc
  -  Emek ve Özgürlük Cephesi
  -  Halkın Devrimci Güçleri
  -  PDKÖ
  -  Aziz GÜLER Özgürlük Gücü Milis Örgütü
  -  Kader Ortakaya Timi
  -  Kızılbaș Timi
  -  Mahir Arpaçay Devrimci Savaș Okulu
  -  Necdet Adalı Müfrezesi
  -  Spartaküs Timi
  -  Șehit Bedreddin Taburu
  -  Kader Ortakaya Timi
- MLKP
  -  MLKP/KKÖ
- TKP/ML TİKKO
- MKP
- Reconstrucción Comunista
- TKEP/L
- RUIS
- Brigada Bob Crow
- Brigada Henri Krasucki
- IRPGF
  -  TQILA

## Galerie

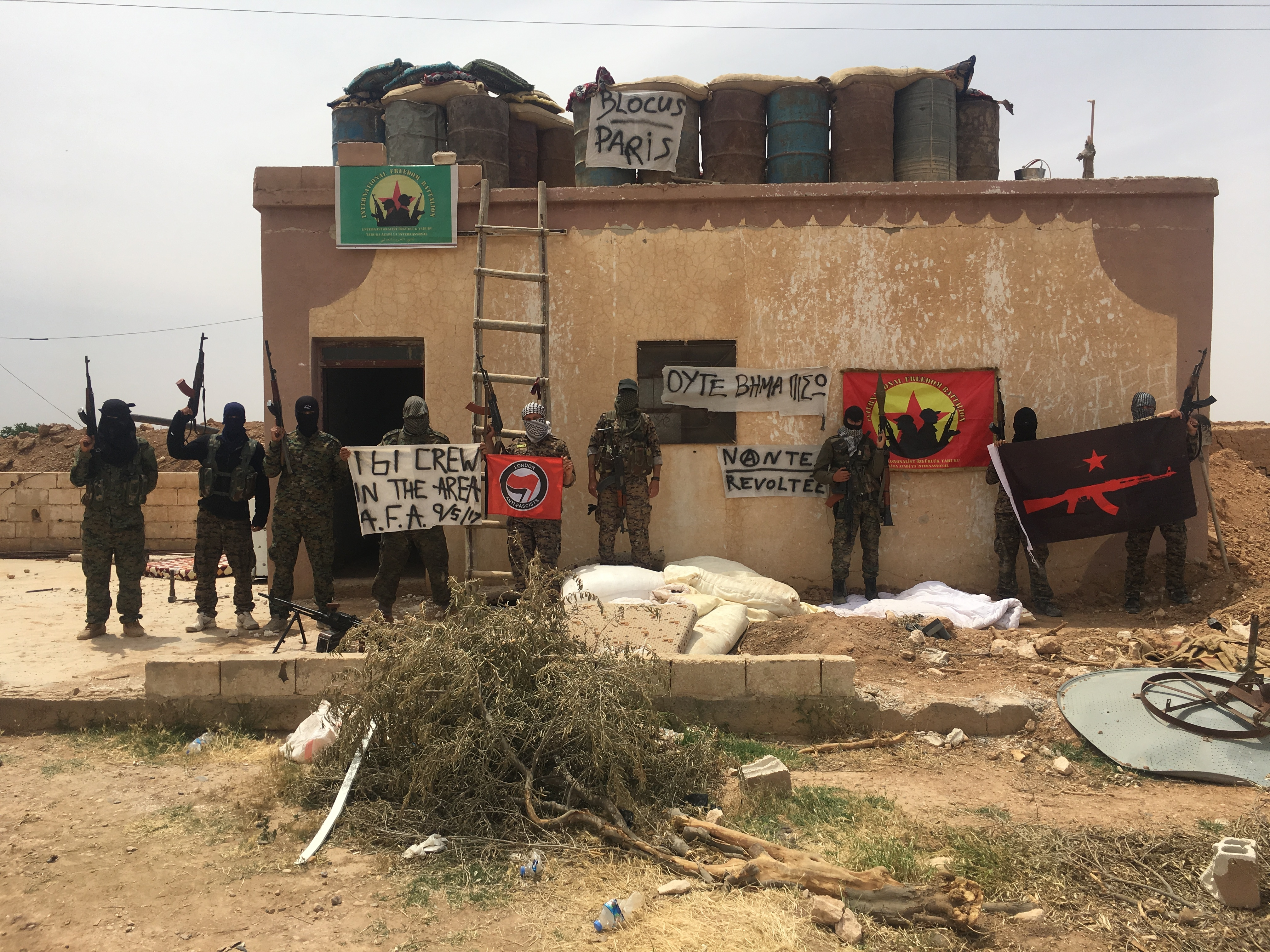
Membri ai Batalionului Internațional de Eliberare.
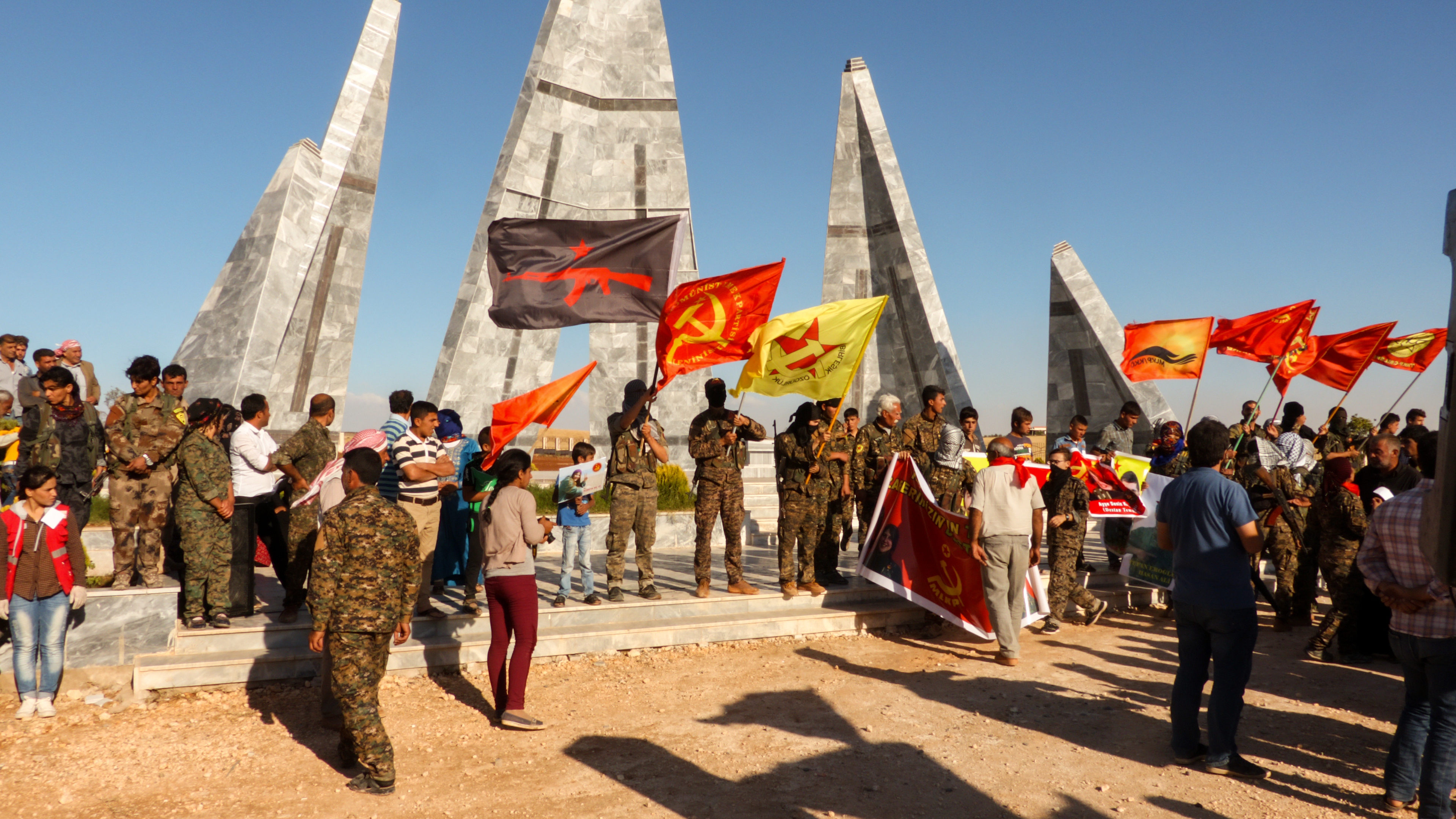
Membri ai BIE în timpul înmormântării în Kobanê a lui Ayşe Deniz Karacagil din MLKP.
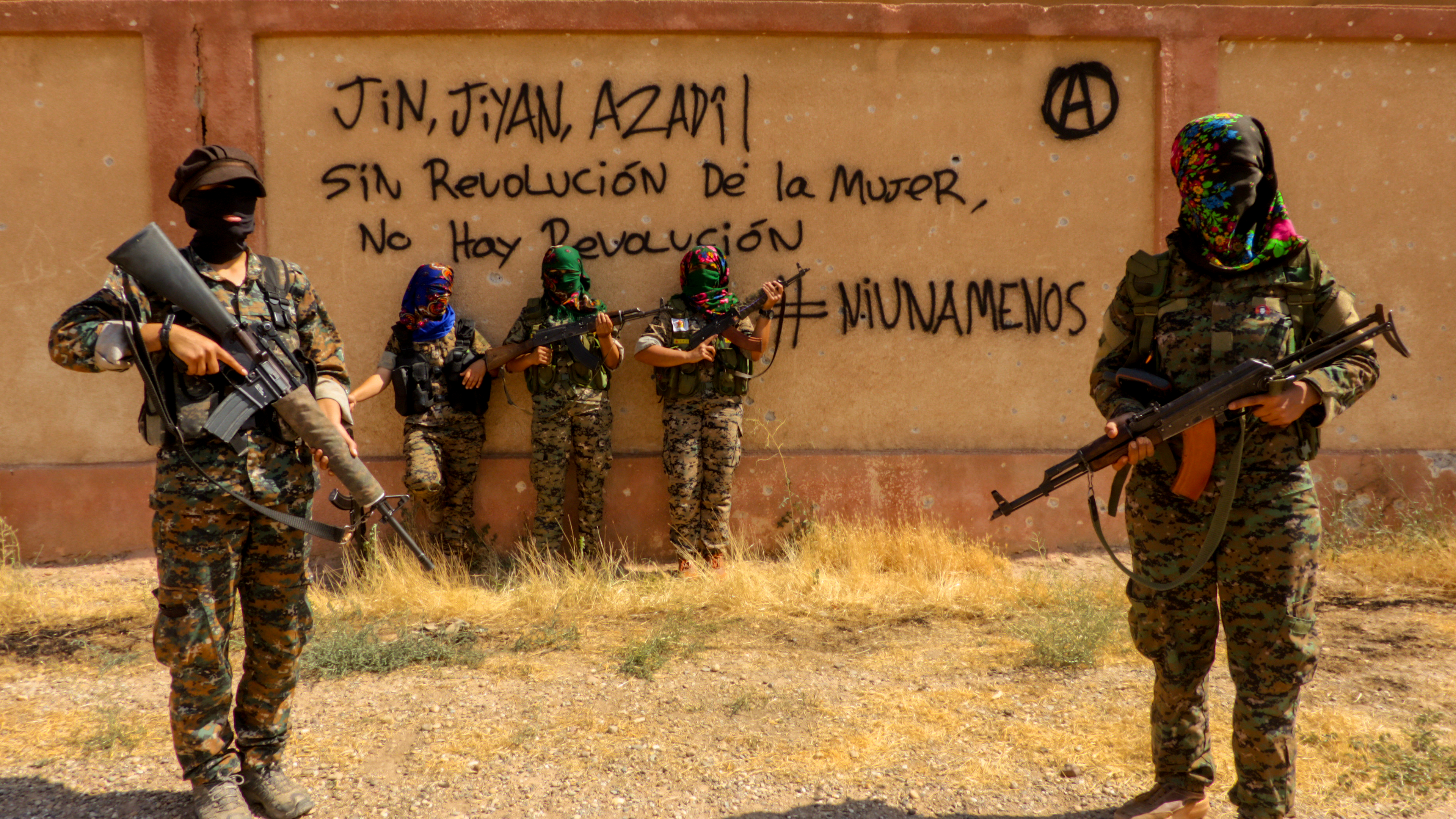
Femei din BIE exprimându-și solidaritatea cu Ni una menos.
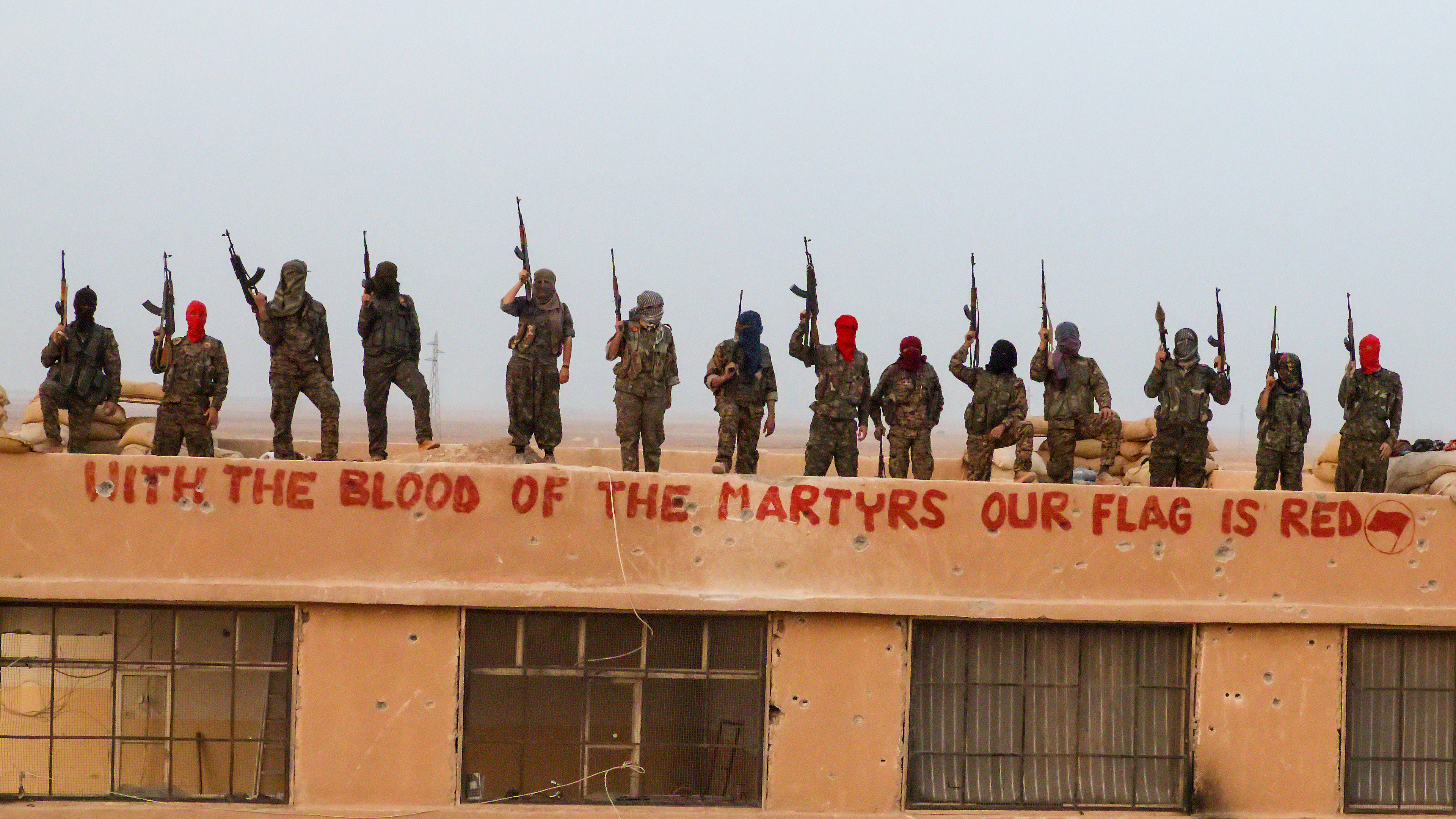
Membri ai Batalionului Internațional de Eliberare.
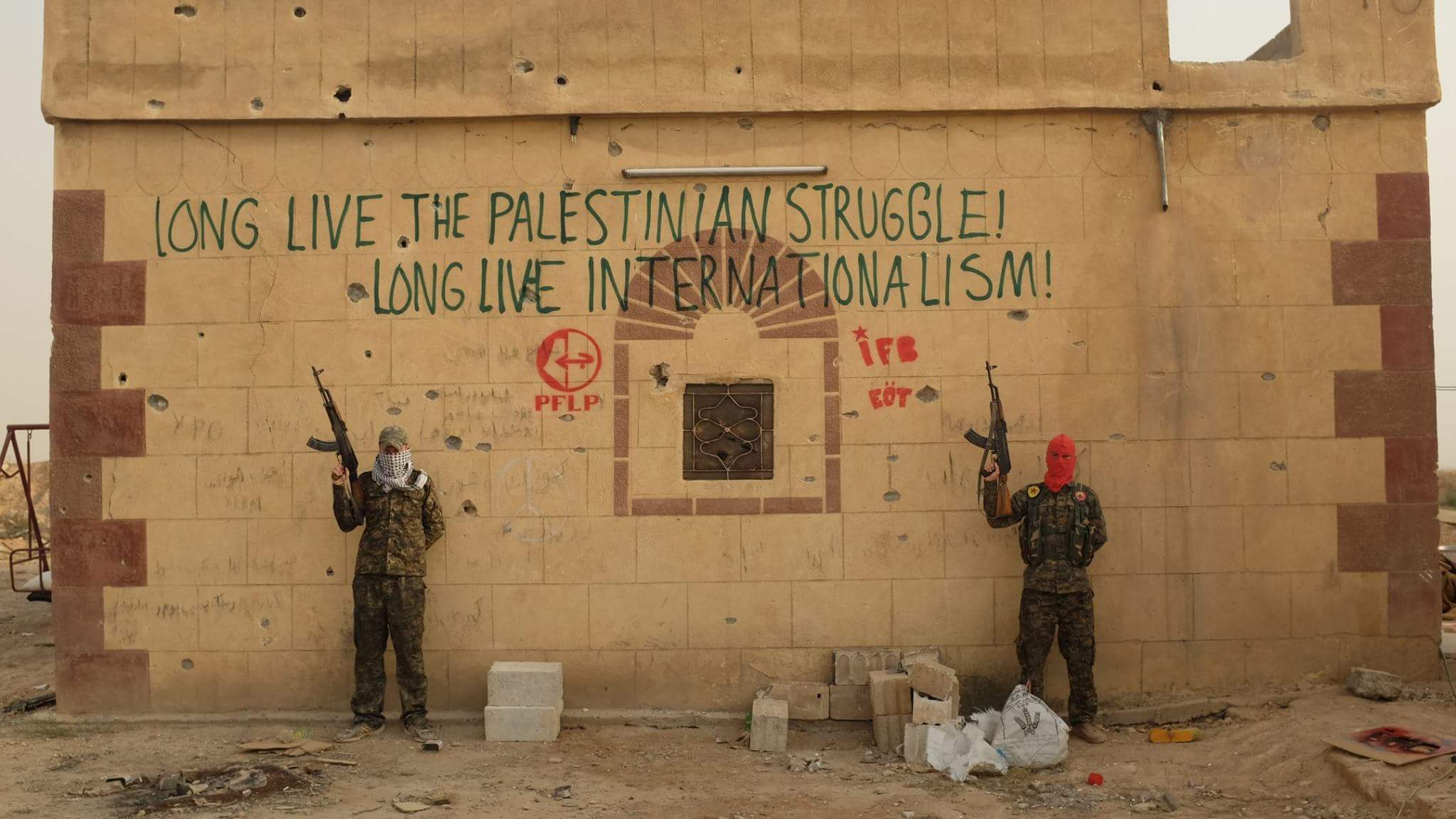
Membri ai BIE exprimându-și solidaritatea cu PFLP.
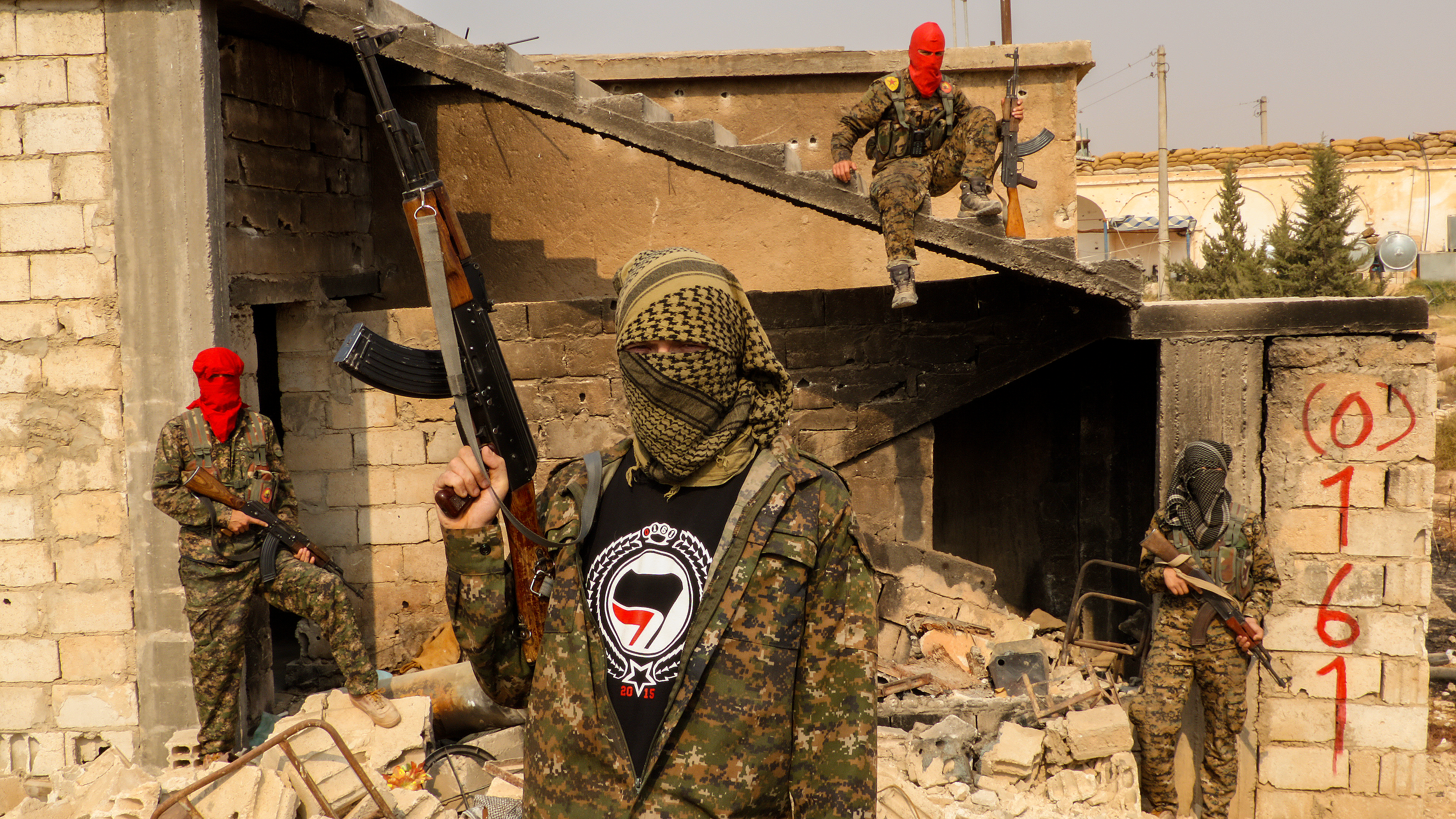
Membri ai Brigăzii Bob Crow.

## Pierderi ale Batalionului Internațional de Eliberare
| Data decesului       | Numele                            | Vârsta      | Naționalitatea | Gruparea          | Locul decesului                                                    |
| -------------------- | --------------------------------- | ----------- | -------------- | ----------------- | ------------------------------------------------------------------ |
| septembrie 2013      | Serkan Tosun                      | Necunoscută | Turc           | MLKP              | Ras al-Ayn, Guvernoratul Al-Hasaka                                 |
| 23 februarie 2015    | Ashley Johnston                   | 28          | Australian     | Leii Rojavei, YPG | lângă Tell Hamis, Guvernoratul Al-Hasaka                           |
| 2 martie 2015        | Konstandinos Erik Scurfield       | 25          | Britanic       | Leii Rojavei, YPG | Tal Khuzela, Guvernoratul Al-Hasaka                                |
| 7 martie 2015        | Ivana Hoffman                     | 19          | Germană        | MLKP              | lângă Tell Tamer, Guvernoratul Al-Hasaka                           |
| mai 2015             | Necunoscut                        | Necunoscută | Iranian        | YPG               | la sud de Ras al-Ayn, Guvernoratul Al-Hasaka                       |
| 25 mai 2015          | Bedrettin Akdeniz                 | Necunoscută | Turc           | BÖG               | Til Xenzir, Guvernoratul Al-Hasaka                                 |
| 2 iunie 2015         | Mahir Arpaçay                     | Necunoscută | Turc           | BÖG               | lângă Ras al-Ayn, Guvernoratul Al-Hasaka                           |
| 3 iunie 2015         | Keith Broomfield                  | 36          | American       | Leii Rojavei, YPG | Suluk, Guvernoratul Ar-Raqqa                                       |
| 7 martie–19 mai 2015 | Necunoscut                        | Necunoscută | Turc           | MLKP              | Districtul Ayn al-Arab, Guvernoratul Alep & Guvernoratul Al-Hasaka |
| 7 martie–19 mai 2015 | Necunoscut                        | Necunoscută | Turc           | MLKP              | Districtul Ayn al-Arab, Guvernoratul Alep & Guvernoratul Al-Hasaka |
| 7 martie–19 mai 2015 | Necunoscut                        | Necunoscută | Turc           | MLKP              | Districtul Ayn al-Arab, Guvernoratul Alep & Guvernoratul Al-Hasaka |
| 7 martie–19 mai 2015 | Necunoscut                        | Necunoscută | Turc           | MLKP              | Districtul Ayn al-Arab, Guvernoratul Alep & Guvernoratul Al-Hasaka |
| 7 martie–19 mai 2015 | Necunoscut                        | Necunoscută | Turc           | MLKP              | Districtul Ayn al-Arab, Guvernoratul Alep & Guvernoratul Al-Hasaka |
| 7 martie–19 mai 2015 | Necunoscut                        | Necunoscută | Turc           | MLKP              | Districtul Ayn al-Arab, Guvernoratul Alep & Guvernoratul Al-Hasaka |
| 27 iunie 2015        | Reece Harding                     | 23          | Australian     | Leii Rojavei, YPG | Al-Kantari, Guvernoratul Ar-Raqqa                                  |
| 6 iulie 2015         | Kevin Jochim                      | 21          | German         | Leii Rojavei, YPG | lângă Suluk, Guvernoratul Ar-Raqqa                                 |
| 21 septembrie 2015   | Aziz Güler                        | Necunoscută | Turc           | BÖG               | lângă Ras al-Ayn, Guvernoratul Al-Hasaka                           |
| 4 noiembrie 2015     | John Robert Gallagher             | 32          | Canadian       | The 223, YPG      | lângă Al-Hawl, Guvernoratul Al-Hasaka                              |
| 23 februarie 2016    | Gunter Helsten                    | 47          | German         | YPG               | Al-Shaddadah, Guvernoratul Al-Hasaka                               |
| 3 mai 2016           | Mario Nunes                       | 22          | Portughez      | YPG               | Tell Tamer, Guvernoratul Al-Hasaka                                 |
| 25 mai 2016          | Jamie Bright                      | 45          | Australian     | YPG               | Al-Shaddadah, Guvernoratul Al-Hasaka                               |
| 28 iunie 2016        | Eylem Ataș                        | Necunoscută | Turcă          | BÖG               | Manbij, Guvernoratul Alep                                          |
| 14 iulie 2016        | Levi Jonathan Shirley             | 24          | American       | YPG               | Manbij, Guvernoratul Alep                                          |
| 21 iulie 2016        | Martin Gruden                     | Necunoscută | Sloven         | YPG               | Manbij, Guvernoratul Alep                                          |
| 27 iulie 2016        | Dean Carl Evans                   | 22          | Britanic       | YPG               | Manbij, Guvernoratul Alep                                          |
| 3 august 2016        | Jordan MacTaggart                 | 22          | American       | YPG               | Manbij, Guvernoratul Alep                                          |
| 10 august 2016       | William Savage                    | 27          | American       | YPG               | Manbij, Guvernoratul Alep                                          |
| august 2016          | Amir Qobadi                       | Necunoscută | Iranian        | YPG               | lângă Kobanî, Guvernoratul Alep                                    |
| 24 noiembrie 2016    | Michael Israel                    | 27          | American       | YPG & BÖG         | la vest de Manbij, Guvernoratul Alep                               |
| 24 noiembrie 2016    | Anton Leschek                     | Necunoscută | German         | YPG               | la vest de Manbij, Guvernoratul Alep                               |
| 21 decembrie 2016    | Ryan Lock                         | 20          | Britanic       | YPG               | la vest de Raqqa, Guvernoratul Ar-Raqqa                            |
| 21 decembrie 2016    | Nazzareno Tassone                 | 24          | Canadian       | YPG               | la vest de Raqqa, Guvernoratul Ar-Raqqa                            |
| 7 ianuarie 2017      | Muzaffer Kandemir                 | Necunoscută | Turc           | BÖG               | la vest de Raqqa, Guvernoratul Ar-Raqqa                            |
| 15 ianuarie 2017     | Paolo Todd                        | 33          | American       | YPG               | la vest de Raqqa, Guvernoratul Ar-Raqqa                            |
| 18 ianuarie 2017     | Albert Avery Harrington           | 49          | American       | YPG & SMC         | la vest de Raqqa, Guvernoratul Ar-Raqqa                            |
| 10 mai 2017          | Ulaș Bayraktaroğlu                | Necunoscută | Turc           | BÖG               | lângă Raqqa, Guvernoratul Ar-Raqqa                                 |
| 29 mai 2017          | Ayșe Deniz Karacagil              | 23          | Turcă          | MLKP              | lângă Raqqa, Guvernoratul Ar-Raqqa                                 |
| 29 mai 2017          | Hasan Ali                         | Necunoscută | Turc           | MLKP              | lângă Raqqa, Guvernoratul Ar-Raqqa                                 |
| 5 iulie 2017         | Robert Grodt                      | 28          | American       | YPG               | Raqqa, Guvernoratul Ar-Raqqa                                       |
| 5 iulie 2017         | Luke Rutter                       | 22          | Britanic       | YPG               | Raqqa, Guvernoratul Ar-Raqqa                                       |
| 5 iulie 2017         | Nicholas Warden                   | 29          | American       | YPG               | Raqqa, Guvernoratul Ar-Raqqa                                       |
| 16 iulie 2017        | David Taylor                      | 26          | American       | YPG               | Raqqa, Guvernoratul Ar-Raqqa                                       |
| 14 august 2017       | Nubar Ozanyan                     | 61          | Turc           | TKP/ML            | Raqqa, Guvernoratul Ar-Raqqa                                       |
| September 2017       | Gökhan Tașyakan                   | 38          | Turc           | BÖG               | Raqqa, Guvernoratul Ar-Raqqa                                       |
| 7 septembrie 2017    | Frederic Henri Georges Demonchaux | 49          | Francez        | YPG               | Raqqa, Guvernoratul Ar-Raqqa                                       |
| 16 septembrie 2017   | Siyabend Nasir                    | Necunoscută | Irakian        | YPG               | Guvernoratul Deir ez-Zor                                           |
| 26 septembrie 2017   | Mehmet Aksoy                      | 32          | Britanic       | YPG               | Raqqa, Guvernoratul Ar-Raqqa                                       |
| 24 octombrie 2017    | Jac Holmes                        | 24          | Britanic       | YPG               | Raqqa, Guvernoratul Ar-Raqqa                                       |
| 25 noiembrie 2017    | Oliver Hall                       | 24          | Britanic       | YPG               | Raqqa, Guvernoratul Ar-Raqqa                                       |